# Space Research and Technology Institute
Space Research and Technology Institute (SRTI-BAS)(Bulgariska: Институт за космически изследвания и технологии) av den bulgariska vetenskapsakademin är ett av de främsta forskningsorganen inom rymdvetenskap i Bulgarien. SRTI-BAS uppdrag är att genomföra grundläggande och tillämpade studier inom rymdfysik, jordobservationer och utforskning av planeterna, rymdsystem och tekniker.
SRTI-BAS bildades år 1987 och högkvarteret ligger i Sofia.